# Фрийс, Эльзе
Эльзе Марие Фрийс (дат. Else Marie Friis; род. 18 июня 1947, Хольстебро, Дания) — датский палеоботаник, «один из ведущих в мире и пионер в изучении ранних цветковых растений». 
Эмерит-профессор Шведского музея естественной истории.
Член Датской королевской академии наук (1990), Шведской королевской академии наук (1996), Норвежской академии наук и литературы (1998), Китайской академии наук (2002), Американской академии искусств и наук (2017), иностранный член Лондонского королевского общества (2020).

## Биография
Окончила Орхусский университет (1975) со степенью магистра наук и там же получила в 1980 году степень лиценциата наук (доктор философии) с диссертацией «Микрокарпологические исследования средних миоценовых флор Западной Дании».
В 1980—81 гг. работала в Лондоне. В 1981—87 годах работала в альма-матер. С 1987 года профессор Шведского музея естественной истории, возглавляла отдел палеоботаники, ныне эмерит. Являлась именным заслуженным (Bass Distinguished) приглашённым профессором в Йельском университете.
Соредактор «The Origins of Angiosperms» (1987) и «Early Evolution of Flowers» (1994).
Иностранный член Лондонского Линнеевского общества (2003).
С 2009 года член-корреспондент Немецкого палеонтологического общества.
Отмечена рядом наград.
Почётный доктор Уппсальского университета (1999).
Рыцарь первого класса Ордена Полярной звезды Швеции (2015).